# Mackenzie Phillips
Laura Mackenzie Phillips (Alexandria, Virginia, 10 de noviembre de 1959) es una actriz estadounidense. 
Es conocida por sus papeles como Carol Morrison en American Graffiti, como la rebelde pero finalmente amorosa adolescente Julie Mora Cooper Horvath en la comedia One Day at a Time, y como Molly Phillips en la serie de Disney So Weird.

## Biografía
Nacida en Alexandria, Virginia, es hija de John Phillips, cantante de The Mamas & the Papas, y de su primera esposa, Susan Stuart Adams. Es hermana de Jeffrey Phillips y media hermana de Tamerlane Phillips, la actriz Bijou Phillips y la cantante Chynna Phillips.

## Carrera
Phillips participó de la película American Graffiti cuando tenía 12 años. En la cinta interpreta a Carol Morrison, una joven recogida accidentalmente por el adolescente John Milner (interpretado por Paul Le Mat). Debido a la ley del estado de California, el productor Gary Kurtz se convirtió en el tutor legal de Phillips durante la filmación.

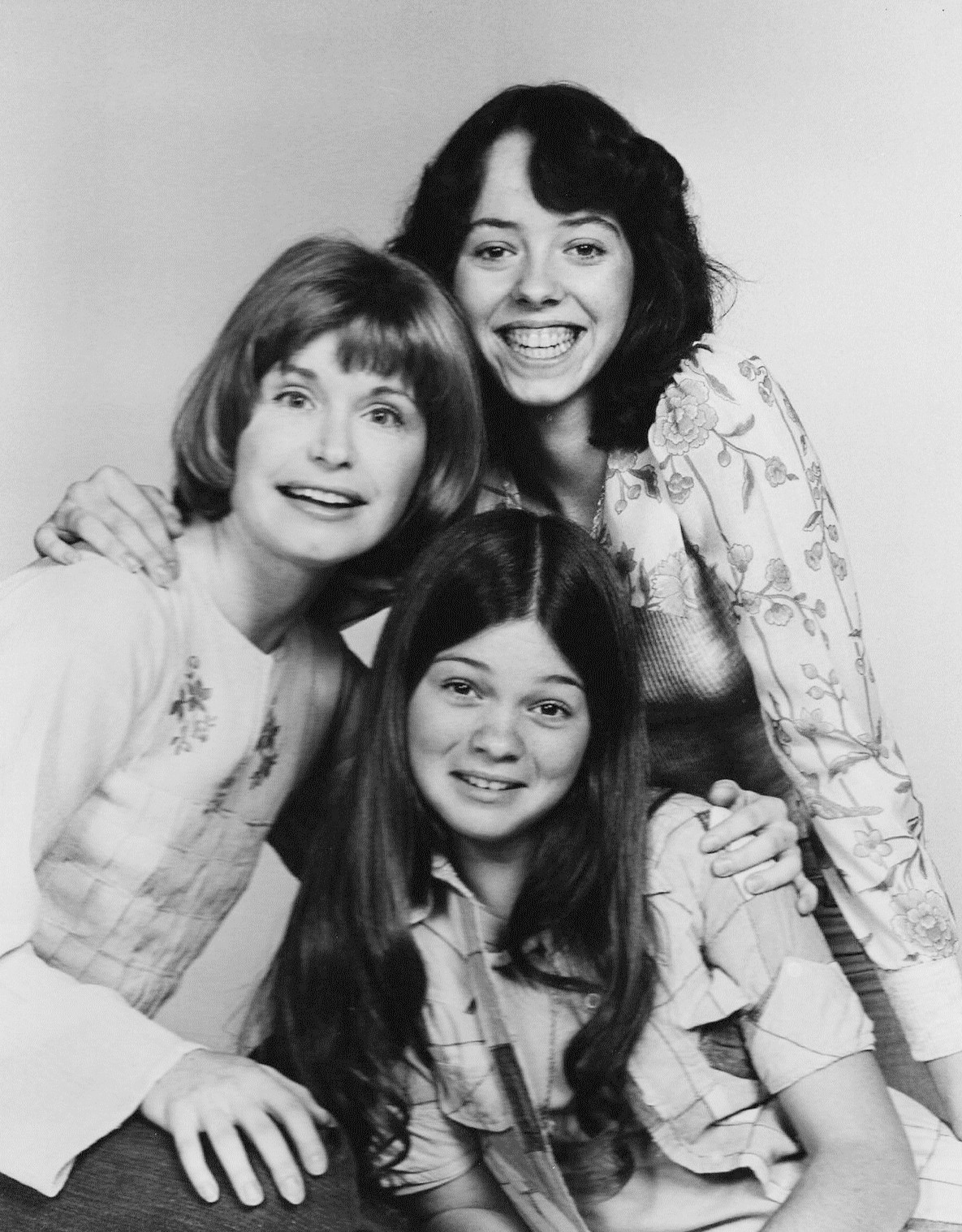
Phillips en 1975, junto a sus coprotagonistas de One Day at a Time, Bonnie Franklin y Valerie Bertinelli

Phillips saltó al estrellato en la década de 1970 interpretando a la adolescente Julie Cooper (cuando el personaje se casó, su nombre de casada era Horvath) en el programa de televisión de larga duración One Day at a Time.
Durante la tercera temporada del programa en 1977, Phillips fue arrestada por alteración del orden público. Debido a su abuso de drogas y alcohol, Phillips comenzó a llegar tarde e incluso era incoherente en los ensayos. Los productores le ordenaron que se tomara un descanso de seis semanas para superar su adicción, pero finalmente se vieron obligados a despedirla en 1980.